# پییر بازی

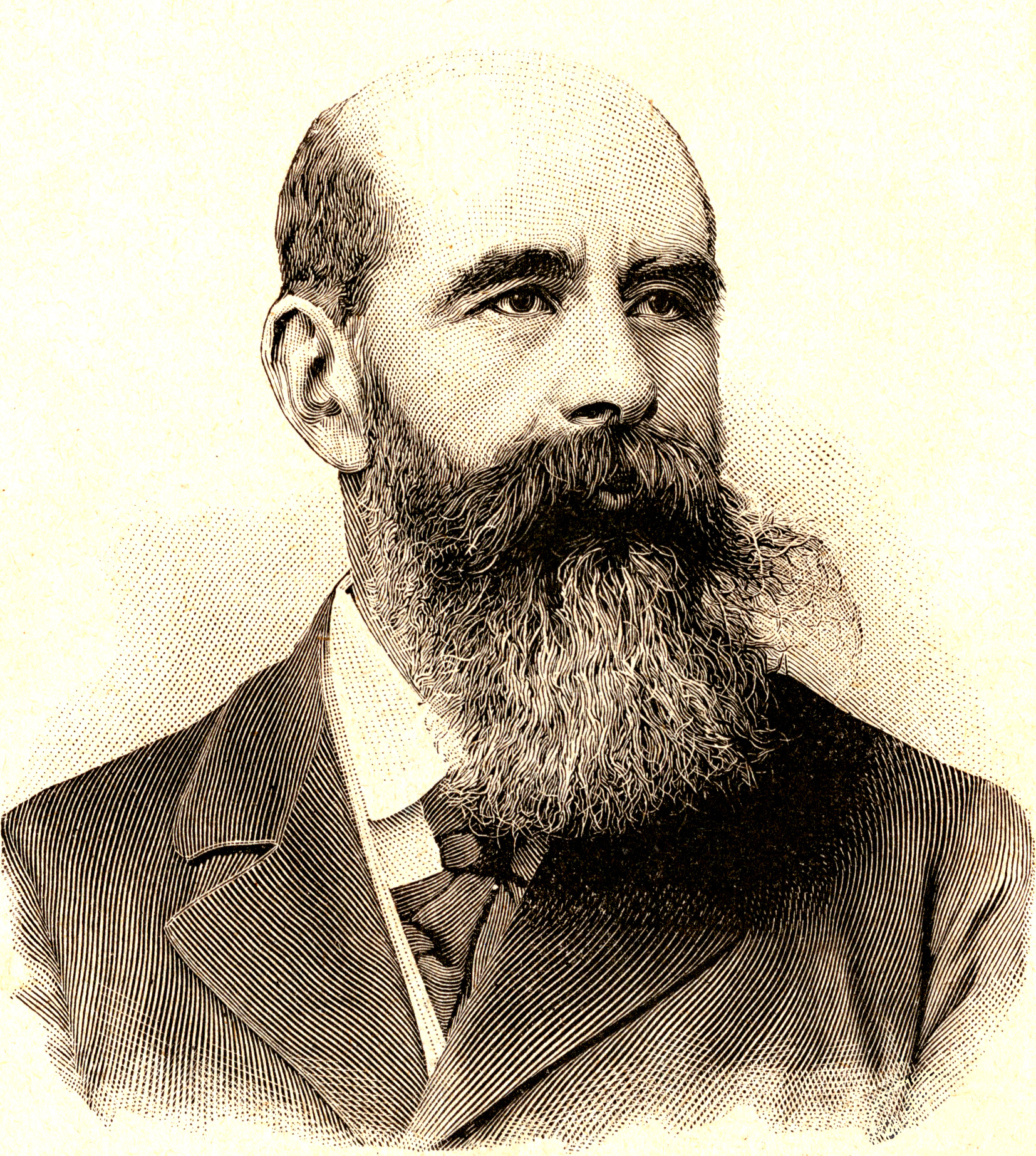
پیر بازی

پیر بازی (۲۸ مارس ۱۸۵۳ - 22 ژانویه ۱۹۳۴) جراح و اورولوژیست فرانسوی متولد Sainte-Croix-Volvestre بود.
وی در رشته پزشکی در تولوز تحصیل کرد و پس از آن به عنوان کارآموز در Hôpital Lourcine در پاریس خدمت کرد . وی پی در پی در Bicêtre ، Hôpital Tenon و بیمارستان سن-لویی کار کرد. در Hôpital Bejjon به عنوان مدیر اورولوژی منصوب شد. بازی تا سال ۱۹۲۱ عضو آکادمی پزشکی و فرهنگستان علوم فرانسه بود.
وی متخصص پزشکی ادراری ادراری است که اصطلاح uretéro-cysto-néostomie (امروزه تحت عنوان ureteroneocystostomy شناخته می شود) برای جراحی شامل کاشت انتهای فوقانی حالب ترانسکت شده در مثانه اعتبار دارد. بازی طرفدار سروتراپی پیشگیری برای درمان کزاز بود.

## نوشته‌های منتخب
- Atlas des maladies des voies urinaires ، با Félix Guyon (1831–1920).
- De l'uretéro-cysto-néostomie (1894)
- Maladies des voies urinaires (1896–1901) ؛ چند جلدی
- همکاری la chirurgie de l'uretère. de l'uretéro-pyélo-néostomie (1897)
- La Serotherapie dans le tetanos (1914)
- Urologie pratique ، (چاپ دوم- 1930).